# Interstate 81
I-81 eller Interstate 81 är en amerikansk väg, Interstate Highway. Den är den längsta nord-sydliga icke-huvudvägen (slutar inte på 0 eller 5) i Interstate-nätverket och utgör en parallellförbindelse till den starkt trafikerade I-95.

## Delstater vägen går igenom
- Tennessee
- Virginia
- West Virginia
- Maryland
- Pennsylvania
- New York